# Јукатански канал
Јукатански канал (шп. Canal de Yucatán) је мореуз између Мексика и Кубе. Повезује Карипско море са Мексичким заливом. Широк је 200 km и дубок готово 2 800 m, у својој најдубљој тачки која је у близини обале Кубе.
Простире се између мексиканског рта Капоч и кубанског рта Сан Антонио. Вода кроз канал протиче од истока ка западу под утицајем Северноекваторијалне струје и Јужноекваторијалне струје. Када ова вода протиче поред Јукатана, назива се Јукатанском струјом. Ова струја обезбеђује највећи прилив воде у Мексички залив, пошто је количина воде која доспе у њега преко Флоридског мореуза знатно мања.

## Струје
Јукатански канал одваја Кубу од мексичког Јукатанског полуострва и повезује Карипско море са Мексичким заливом. Теснац је дугачак 217 km (135 mi) између рта Каточе у Мексику и рта Сан Антонио на Куби. Он има максималну дубину у близини кубанске обале од 2,779 m (9 ft 1,4 in). Вода тече кроз Карипско море од истока ка западу. Овај ток се састоји од 5 Sv воде из Северне екваторијалне струје која тече кроз Ветровни пролаз и 12 Sv воде из Јужноекваторијалне струје која тече дуж обале Бразила. Укупан проток је око 17 Sv на температури од најмање 17 °C (63 °F). Када ова вода протиче поред полуострва Јукатан, постаје Јукатанска струја. Ова струја обезбеђује највећи део дотока воде у Мексички залив пошто је количина воде која улази кроз Флоридски мореуз мала и повремена. Јукатанска струја снажно тече на западној страни канала, док кубанска противструја тече у супротном смеру на источној страни канала. Испод Јукатанске струје налази се Јукатанска потструја која тече према југу и при томе одузима воду из Мексичког залива.

## Корални гребени
Док вода пролази кроз Јукатански канал и прилива се у Мексички залив, пролази преко коралних гребена. Неки од корала који граде гребене су: Acropora cervicornis, Acropora palmata и Montastraea annularis. Међутим, крајем 1990-их већина корала је изумрло. Биодиверзитет ове области је угрожен због прекомерне експлоатације.